# Suslic d'Idaho
El suslic d'Idaho (Urocitellus brunneus) és una espècie de rosegador esciüromorf de la família dels esciúrids. N'existeixen dues subespècies, i ambdues es troben a Idaho.

## Descripció
L'espècie té dimorfisme sexual, sent els mascles normalment més grossos que les femelles. El seu pes oscil·la entre 120 i 290 grams i tenen, de mitjana, d'uns 233 mm de longitud, encara que el seu abast és 209 mm a 258 mm.

## Comportament
Hivernen entre 8 i 9 mesos l'any.